# Terratrèmols de Kumamoto del 2016
El terratrèmol de Kumamoto del 2016 va tenir lloc el 14 d'abril del 2016, a les 21:26 JST, a la prefectura de Kumamoto, al Japó, amb una magnitud del 6,6 Mw. El sisme va tenir lloc a una profunditat de 10 km i amb epicentre a 7 km al sud-oest d'Ueki, amb intensitat de Shindo 7. El sisme va causar nou morts i 860 ferits, 53 dels quals greus.

## Forta intensitat
Aquest ha estat el terratrèmol més fort després del que hi va haver el març del 2011 i que va provocar un devastador tsunami. Aquell terratrèmol va deixar més de 18.000 morts i desapareguts. A més a més, va provocar el pitjor accident nuclear des de Txernòbil, a la central nuclear de Fukushima. Els mitjans nipons van divulgar imatges que donen fe de la magnitud del terratrèmol principal, com una instantània de l'agència Kyodo en què es mostra una descomunal falla de centenars de metres de longitud que ha dividit literalment en dos el petit poble de Minamiaso.
Al districte d'Aso, on està situat aquest poble, el sisme ha arribat al nivell 6 de 7 en l'escala japonesa -més centrada en les zones afectades que en la intensitat- i els serveis d'emergències van treballar contra rellotge per rescatar persones atrapades a les més de 50 cases que s'han ensorrat. «Tot ha començat a tremolar, així que he agafat el telèfon mòbil i he mirat d'escapar-me corrent, però la casa m'ha caigut a sobre», va declarar a Kyodo un dels supervivents, Fumio Iwamoto, a qui el terratrèmol l'havia sorprès dormint i que s'havia quedat atrapat en un forat entre la runa durant mitja hora fins que han arribat els equips d'auxili.
A causa del sisme, ha calgut evacuar més de 40.000 persones, hi ha hagut interrupcions ferroviàries i almenys 15.000 cases s'han quedat sense llum. Grans empreses japoneses, com Honda o Sony, han suspès les operacions a les fàbriques que tenen ubicades a la regió, per poder avaluar els danys ocasionats pel sisme.

## Erupció del volcà Aso
El volcà de la muntanya Aso, pròxim a l'epicentre, va entrar en erupció però no va provocar danys, i només va deixar un núvol de fum i cendra al seu voltant. El primer ministre japonès, Shinzo Abe, va cancel·lar el viatge que tenia previst a la zona per visitar els afectats del primer sisme i, després d'una reunió d'emergència, va prometre dedicar tots els esforços possibles al rescat. En les hores posteriors al terratrèmol principal es va detectar 69 rèpliques de magnitud 3 o més a les prefectures de Kumamoto i Oita, segons la JMA, que va alertar de la possibilitat que es produïssin nous moviments sísmics, fins i tot alguns d'elevada intensitat. Una de les rèpliques ha arribat a 5,4 en l'escala oberta de Richter, segons les dades de l'agència meteorològica.

## Geologia
La prefectura de Kumamoto es troba a l'extrem sud de la Línia tectònica mitjana del Japó, la més llarga del Japó, on un sistema de falles actives es bifurca en dues direccions a la zona de falla de Beppu-Haneyama. Concretament, la sèrie de terratrèmols va trencar la falla de Hinagu de 81 km de llargada i la falla de Futagawa de 64 km de llarg al seu nord, així com una interacció menor però perceptible amb la zona de falla de Beppu-Haneyama més llunyana. Els terratrèmols s'estan produint al llarg del Beppu–Shimabara graben, amb epicentres movent-se d'oest a est amb el pas del temps.
Al voltant de les 08:30 hora local del 16 d'abril, el Mont Aso va veure una erupció a petita escala amb cendres que pujaven 100 m en l'aire; l'erupció no estava relacionada amb el terratrèmol. El mont Aso ja havia estat actiu des d'abans dels terratrèmols, sota un avís de nivell 2 de la JMA des del 24 de novembre de 2015.